# Eucynorta picta
Eucynorta picta is een hooiwagen uit de familie Cosmetidae.